# Przypadek dla początkującego kata
Przypadek dla początkującego kata (cz. Případ pro začínajícího kata) – czechosłowacki dramat obyczajowy z 1970 roku w reżyserii Pavla Juráčka.

## Fabuła
Lemuel Guliwer ma wypadek samochodowy i w dalszą drogę rusza pieszo. Znajduje martwego zająca ubranego jak człowiek i zabiera mu zegarek z kieszeni kamizelki. Na wpół zburzony dom, do którego wchodzi, budzi wspomnienie dzieciństwa i tragicznie zmarłej ukochanej.

## Obsada
- Lubomír Kostelka jako Lemuel Guliwer
- Klára Jerneková jako Markéta
- Milena Zahrynowská jako Dominika
- Radovan Lukavský jako profesor Beiel
- Jiří Janda jako Patrik
- Luděk Kopřiva jako Vilém Seid
- Miloš Vávra jako Emil
- Miroslav Macháček jako Munodi
- František Husák jako poeta
- Jiřina Jirásková jako Tadeásová
- Jiří Hálek jako komendant

## Produkcja
Zdjęcia kręcono w Czechach w następujących lokacjach:
- Praga;
- kraj karlowarski (klasztor w Teplá);
- kraj południowoczeski (Český Krumlov, zamki Bratronice i Šelmberk);
- kraj południowomorawski (zamek Pernštejn);
- kraj środkowoczeski (zamki Dobříš i Kokořín);
- kraj ustecki (Duchcov)[1].